# Philippe Brett
Pour les articles homonymes, voir Brett.
Philippe Brett, né le 19 novembre 1959, est une personnalité française du monde des affaires qui a été impliqué dans diverses affaires.

## Biographie
Se disant pilote d'hélicoptère émérite, il aurait été employé pour ses talents de pilote par des réalisateurs de cinéma ou de publicité, comme Rémy Julienne ou Gérard Pirès. Il est chauffeur de Bruno Gollnisch, puis introduit aux réseaux iraquiens par Jeannou Lacaze qui avait monté une association d'amitiés franco-irakienne. À la suite de l'éclatement de cette dernière, Philippe Brett crée l'office français pour le développement de l'industrie et de la culture (Ofnic), véhicule de diplomatie des affaires entre le France et l'Irak. Il organise des voyages de personnalités en Irak (cf. voyage de Thierry Mariani, Éric Diard, et Didier Julia, juste avant la guerre d'Irak). L'Élysée et le Quai d'Orsay désapprouvent officiellement ce viol d'embargo, mais Le Monde révèle que les autorités françaises étaient en fait au courant de l'organisation de ce vol. Selon Bernard Guillet, Brett était « très introduit auprès des services secrets du parti officiel de Saddam ».
Il a été cité dans l'affaire Julia et a bénéficié d'un non-lieu en novembre 2011.
Cité dans l'enquête sur la disparition du journaliste Guy-André Kieffer en octobre 2008, en réalité, l'enquête prouve aujourd'hui que l'ensemble des allégations étaient sans objet.